# Макарей
Вижте пояснителната страница за други значения на Макарей.
Макарей (на старогръцки: Μακαρέας,Μακαρεύς ή Μάκαρ, Macareus, Macar) в древногръцката митология е син на Еол (прародител на еолийците) и на Енарета, дъщеря на Деймах. Брат е на Кретей, Сизиф, Атамант, Салмоней, Деион, Магнет, Периер, Канака, Алкиона, Писидика, Калика, Перимеда, Танагра и Арна.
Макарей има любовна връзка със сестра си Канака и тя забременява. Баща им убива новороденото дете и задължава Канака да се самоубие. Макарей след това също се самоубива.
Еврипид пише драмата „Еол“ (Aiolos).
Според други източници Макарей е син на Еол (повелител на ветровете), баща на Амфиса и любим на Аполон.